# Daitō
Daitō (大東市, Daitō-shi) és una ciutat i municipi de la prefectura d'Osaka, a la regió de Kansai, al Japó. Es troba a l'àrea d'influència de la ciutat d'Osaka i és fonamentalment una ciutat dormitori.

## Geografia

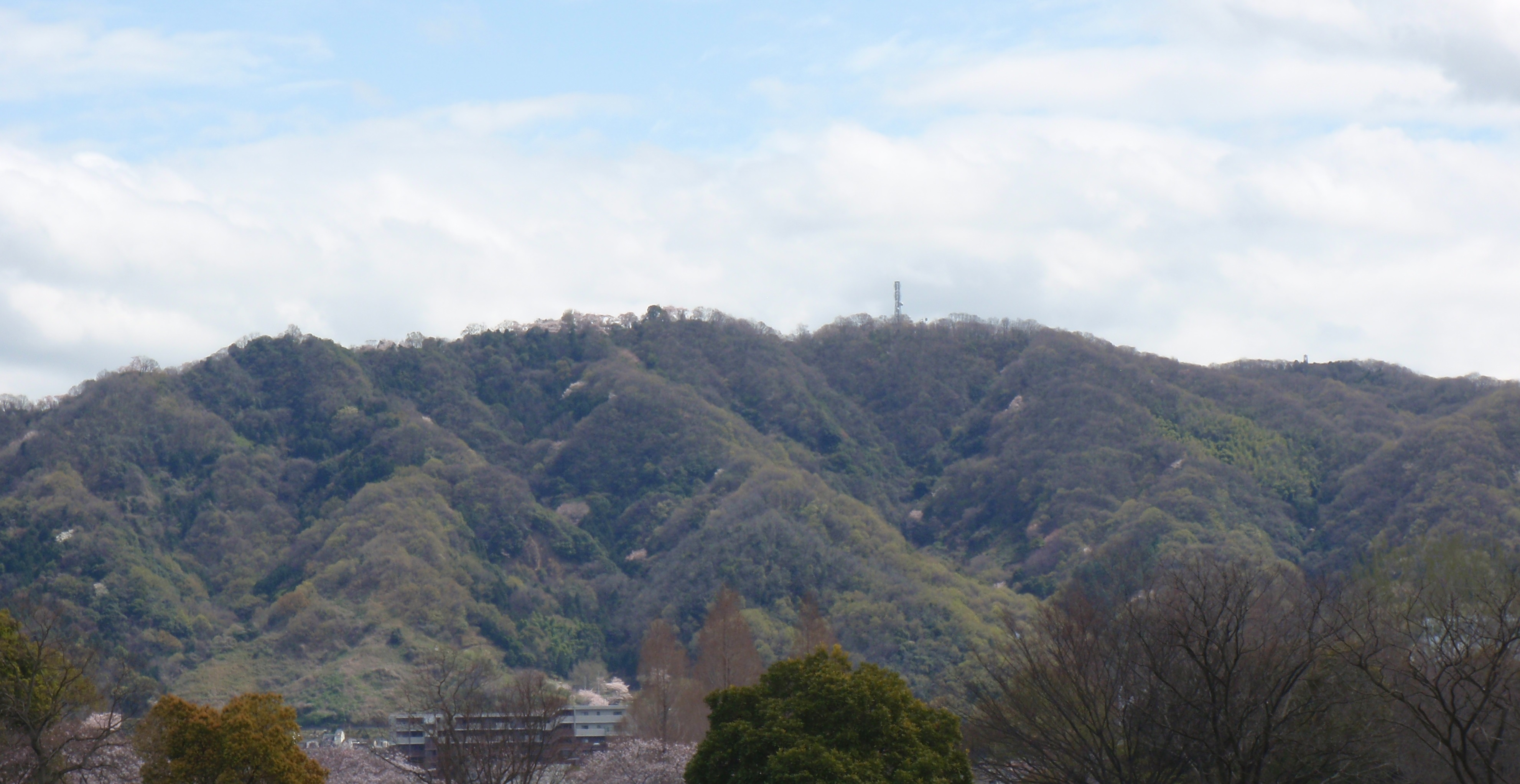
Mont Iimori

El municipi de Daitô es troba al nord-est de la prefectura d'Osaka i, en concret, dins de la regió administrativa de Kita-Kawachi o Kawachi nord. El punt màxim de la localitat és el mont Iimori, amb una altura de 314,3 m. Els seus principals rius són el Neya i l'Onchi. Les localitats amb les que fa frontera el seu terme municipal són: Osaka a l'oest; Kadoma, Neyagawa i Shijōnawate al nord; Higashi-Ōsaka al sud i Ikoma, pertanyent a la prefectura de Nara, a l'est.

## Història

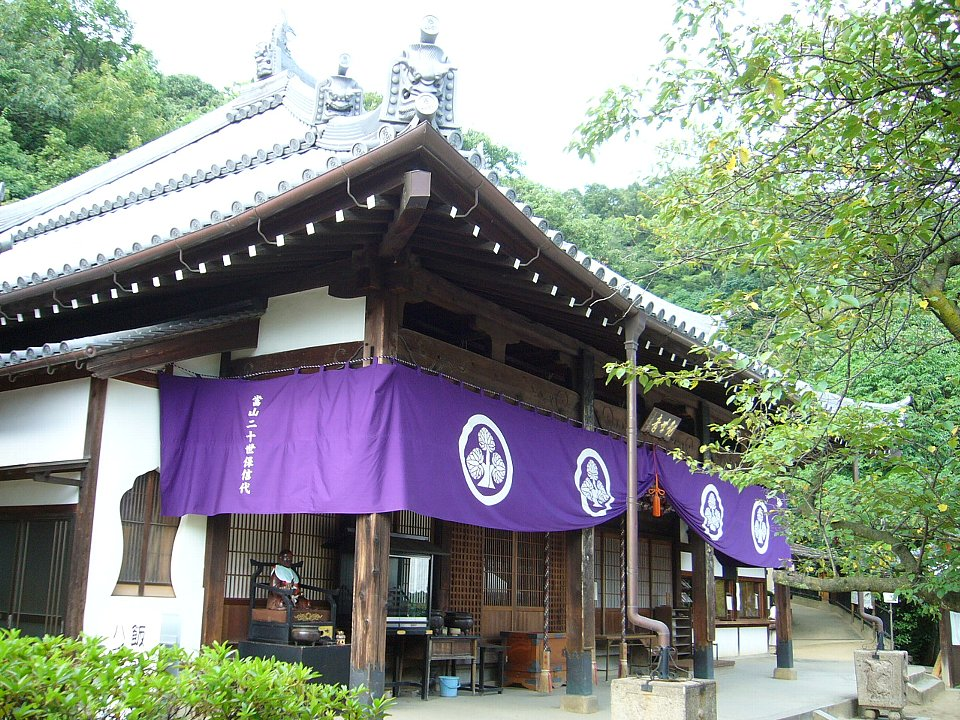
Temple Jigen (Jigen-ji)

Durant l'era Heian va ser un lloc molt estratègic com a punt de connexió entre les ciutats d'Osaka i Nara. Des d'aquesta època i fins a la fi del període Edo, la zona va formar part de l'antiga província de Kawachi. A la zona van existir diversos castells com ara els d'Iimori i Nozaki, avui dia desapareguts.
La ciutat pròpiament com a tal va ser fundada l'1 d'abril del 1956 després de la fusió del poble de Nangō i les viles de Suminodō i Shijō.

## Política i govern

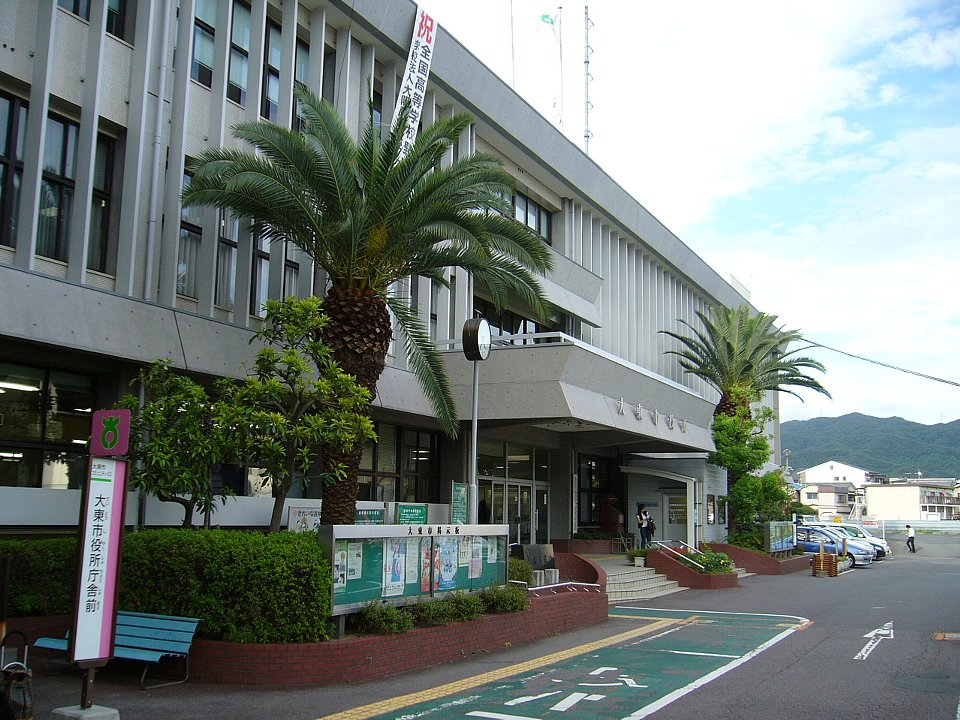
Edifici de l'ajuntament de Daitō

### Alcaldes
Aquesta és la relació històrica d'alcaldes de Daitō:
- Fusatarō Kawaguchi (1956-1976)
- Akira Nishimura (1976-1972)
- Matsuji Kondō (1992-2000)
- Hideshi Okamoto (2000-2012)
- Kōichi Higashisaka (2012-present)

## Demografia
| 1920    | 1930    | 1940    | 1950    | 1960   | 1970   | 1980    |
| ------- | ------- | ------- | ------- | ------ | ------ | ------- |
| 12.261  | 13.552  | 18.556  | 27.263  | 35.354 | 93.136 | 116.635 |
| 1990    | 2000    | 2010    | 2020    | 2030   | 2040   | 2050    |
| 126.460 | 128.917 | 127.203 | 119.724 | -      | -      | -       |

## Transport

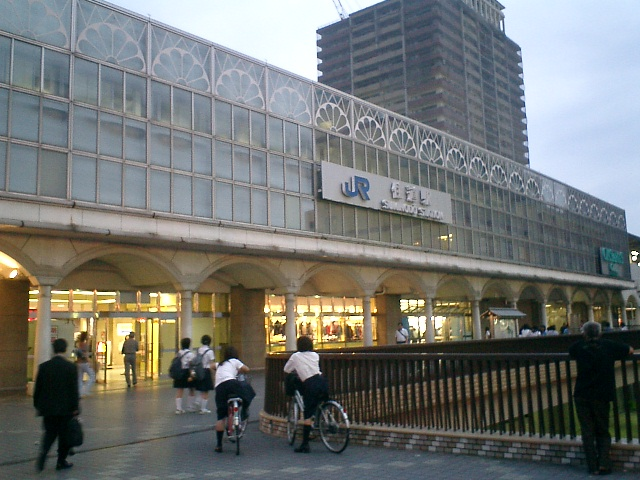
Estació de Suminodô

### Ferrocarril
- Companyia de Ferrocarrils del Japó Occidental (JR West)
  - Suminodō - Nozaki - Shijōnawate

### Carretera
- Autopista de Kinki
- N-170
- OS/NR-8 - OS-21 - OS-160 - OS-161 - OS-162 - OS-163 - OS-165 - OS-166 - OS/NR-701

## Ciutadans il·lustres
- Yuma Nakayama, cantant.